# Anne Kjersti Suvdal
Anne Kjersti Suvdal född 30 juli 1987 antingen i Gjøvik eller i Gran (enligt norska wiki) är en inte längre aktiv norska handbollsspelare. Hon spelade som vänstersexa. 

## Karriär
I unga år tränade hon gymnastik och friidrott förutom handboll.14 år gammal satsade hon på handboll. Hon började spela på niometer men blev bara 162 cm lång och omskolades då till kantspelare istället. 2003 började hon på  handbollslinjen på Wang Toppidrotts skola i Oslo. 2004 flyttade hon från hemorten Gran och skaffade en bostad i Oslo. 20004 bytte hon klubb till Nordstrand  och knöts till elitlaget. Hon debuterade för A-laget 2005.
Hon debuterade i högsta ligan med Nordstrand IF 2005 och spelade där i två år men anslöt sedan 2007-2009 till Gjerpen IF. Efter två år i Gjerpen återvände för fyra nya år i Osloklubben Nordstrand IF. 2013 anslöt hon till Viborg HK och blev under året dansk mästare och vinnare av cupvinnarcupen i handboll med Viborg. Hon skulle ha spelat tvåår i Viborg HK men det blev bara ett år och Suvdal återvände till Norge och spelade för Oppsal IF 2014-2017. Efter att ha fött barn 2016 skrev hon ett tvåårskontrakt med Storhamar 2017 men redan efter några månader bröt man kontraktet. Hon ville prioritera hemmet.
Landslagskarriären blev kort och hon spelade bara 7 landskamper under 2006, men var med i det norska lag som vann  EM-guld 2006 i Sverige men hon spelade bara ett fåtal matcher i turneringen. Sammanlagt stod hon för 6 landskampsmål.

## Privatliv
Suvdal är sambo med fotbollsspelaren Petter Vaagan Moen.